# Bonatitan
Bonatitan ("Bonaparteho titán") byl rod poměrně malého sauropodního dinosaura ze skupiny Titanosauria a čeledi Saltasauridae, který žil v období svrchní křídy (geologický věk kampán až maastricht) na území dnešní Argentiny (provincie Río Negro, Patagonie, lokalita Bajo de Santa Rosa).

## Historie
Fosilie bonatitana byly objeveny v horninách souvrství Allen o stáří 75 až 70 milionů let. Představují fragmenty disartikulované kostry končetin a dalších kosterních částí. Formálně byl tento taxon popsán roku 2004 a jeho jméno je poctou dvěma slavným argentinským paleontologům, José Fernando Bonapartemu a Osvaldu Reigovi. Holotyp nese označení MACN-PV RN 821 a původně zahrnoval i mozkovnu a ocasní obratle. V roce 2014 však byla publikována odborná práce, která vztáhla holotyp pouze k mozkovně (zatímco ostatní části kostry patřily podle výsledků výzkumu jinému jedinci).
Blízce příbuzným taxonem byl například brazilský druh Ibirania parva.

## Rozměry
Bonatitan byl malým sauropodem, jeho délka je odhadována přibližně na 6 metrů, výška ve hřbetu kolem 1,5 metru a hmotnost zhruba 3 tuny. Dochovaná mozkovna však patřila subadultnímu (plně nedospělému) exempláři, dospělci proto mohli být větší.